# Chobani
Chobani è un'azienda alimentare statunitense specializzata nella produzione di yogurt colato, noto anche come "yogurt greco".
Fondata nel 2005 dall'imprenditore turco-curdo Hamdi Ulukaya, l'azienda (il cui nome è una variazione del termine turco "çoban", ossia "pastore") offre una vasta gamma di prodotti da bere e da mangiare ed è tra le prime 25 aziende casearie degli Stati Uniti. Nel dicembre 2023 è inoltre entrata nel mercato del caffè attraverso l’acquisizione della società La Colombe Coffee Roasters di Filadelfia per 900 milioni di dollari.
Il quartier generale dell'azienda è ubicato a Norwich, nello Stato di New York, mentre lo stabilimento principale si trova a Twin Falls, nell'Idaho. Quest'ultimo è considerato il più grande stabilimento per la produzione di yogurt al mondo con una superficie di circa 93 000 m².

## Sport
Dalla stagione 2025-2026 è sponsor ufficiale della squadra di calcio turca del Fenerbahçe e ha contestualmente acquistato i diritti di nome dello Stadio Şükrü Saraçoğlu.